# Theodor Schwenk
Theodor Schwenk (Schwäbisch Gmünd, 8 de octubre de 1910 - Filderstadt, 29 de septiembre de 1986) fue un ingeniero e investigador alemán, pionero en el estudio del agua y seguidor de la antroposofía. Fundó el Instituto para la Ciencia de las Corrientes (en alemán: Institut für Strömungswissenschaft). Su libro El caos sensible ha sido citado por Ralph Abraham, matemático y teórico del caos estadounidense, como de una gran influencia en su pensamiento.
Schwenk, en conversaciones sobre la necesidad de la «conciencia del agua», afirmaba que el movimiento del agua, por su propia esencia, significa cambio. La consciencia cósmica es simbolizada por el agua, en donde todas las partículas se funden en una sola entidad, trascendental. El hombre, según Schwenk, se acercará a los secretos de la vida mediante el estudio de las fluctuaciones cíclicas del movimiento abiertos desde arriba. Schwenk toma nota, además, de mitos y cuentos relacionados con el tesoro escondido bajo el agua, que presenta el dilema supuesto de que el tesoro es, de hecho, el agua en sí misma.